# Корнејан (Жерс)
Корнејан (фр. Corneillan) насеље је и општина у јужној Француској у региону Миди Пирене, у департману Жерс која припада префектури Миранд.
По подацима из 2011. године у општини је живело 138 становника, а густина насељености је износила 16,29 становника/km². Општина се простире на површини од 8,47 km². Налази се на средњој надморској висини од 152 метара (максималној 160 m, а минималној 85 m).

## Демографија
| 1962. | 1968. | 1975. | 1982. | 1990. | 1999. | 2011. |
| ----- | ----- | ----- | ----- | ----- | ----- | ----- |
| 127   | 140   | 121   | 114   | 115   | 147   | 138   |

График промене броја становника у току последњих година